# 阿刻戎河

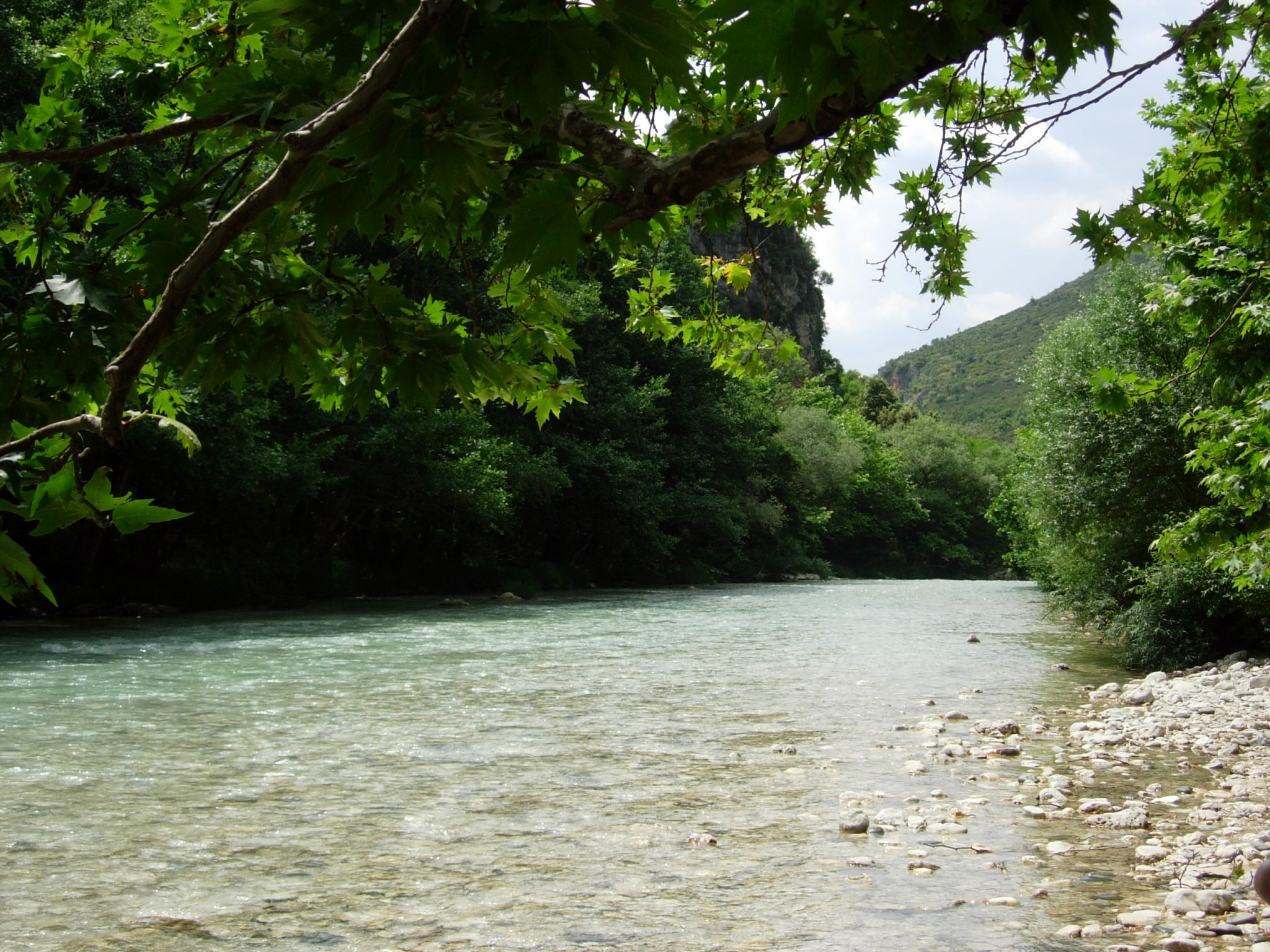
阿刻戎河（希臘）

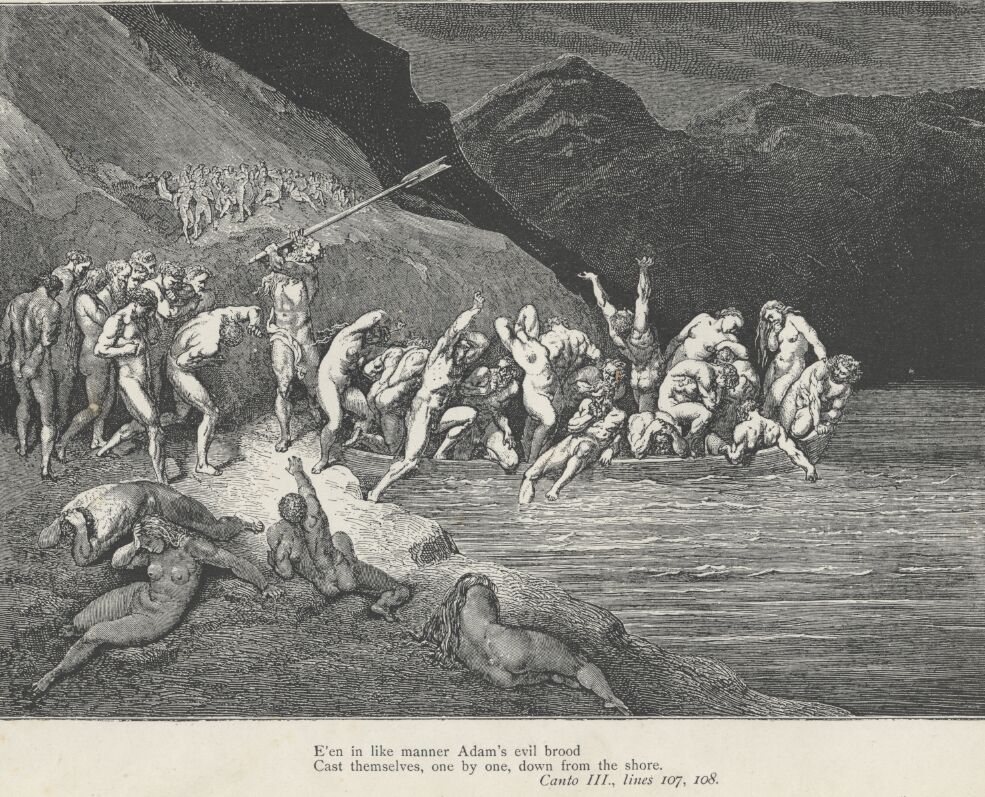
《神曲》中阿刻戎河邊的卡隆與亡靈們，多雷繪

阿刻戎河（希臘語：Αχέρων）位於希臘西北部的伊庇鲁斯地區，也意譯為「苦惱河」。在希臘語中，阿刻戎河的字面意思是“愁苦之河”。

## 文學作品中的阿刻戎河
阿刻戎河在義大利詩人但丁的《神曲》中是地獄的邊界；在希臘神話是地獄五條冥河之一。阿刻戎河上有一位擺渡者名叫卡戎，負責把剛死去的亡靈送到河對岸的地獄界。據說卡戎對每位渡河的亡靈都要收取少量船費，付不起船費的亡靈只能長期徘徊在河岸邊。